# Oscheniksee
Der Oscheniksee ist ein See im Norden Kärntens. Er liegt auf 2394 Metern Höhe im Fraganttal in der Goldberggruppe und wird zur Stromerzeugung genutzt.

## Nutzung

### Stromerzeugung
Bereits vor der Errichtung des Staudammes im Jahr 1979 gab es den Oscheniksee, damals mit einem Volumen von 11 Millionen Kubikmetern. Durch die Aufstauung des Flusses Fragant durch einen Steindamm wuchs das Volumen des Sees auf 33 Millionen Kubikmeter an.

### Freizeit
Die Region rund um den See ist bei Wanderern, Motorradfahrern und vor allem bei Radfahrern beliebt. Im Rahmen der Bauarbeiten für den Staudamm wurde von den Kärntner Elektrizitätswerken KELAG eine schmale Straße zur Dammkrone gebaut. Diese wird heute von vielen Radfahrern genutzt, um von Innerfragant auf 965 Metern bis zum Oscheniksee auf 2394 Metern Höhe zu fahren. Die durchschnittliche Steigung beträgt dabei 11 %.